# Новорусов (хутір)
Новорусов (рос. Новорусов) — хутір Шовгеновського району Адигеї Росії. Входить до складу Заревського сільського поселення.
Населення — 90 осіб (2015 рік).